# NK Studentski grad Zagreb
Nogometni klub Studentski grad Zagreb hrvatski je nogometni klub iz Zagreba. U sezoni 2024./25. natječe se u 1. Zagrebačkoj nogometnoj ligi.
Klub se nalazi u Studenskom gradu, Gornja Dubrava u zagrebačkoj četvrti Dubrava.
Sjedište kluba smješteno je u zgradi bivše mjesne zaj
ednice u Studentskom gradu na adresi Studentski grad, M. Gavazzija bb.
Nogometni teren se nalazi u Ulici Gjure Prejca i popularno ga se naziva "Grbavica".
Igrači igraju u tamnoplavim dresovima s bijelim crtama na rukavima.

## Vanjske poveznice
- Zagrebački nogometni savez